# Edward Liddie
Edward „Ed“ Liddie (* im Juli 1959) ist ein ehemaliger amerikanischer Judoka. Er war Olympiadritter 1984.
Der 1,72 m große Liddie kämpfte im Ultraleichtgewicht, der Gewichtsklasse bis 60 Kilogramm. Er gewann bei den Panamerikanischen Spielen 1979 die Silbermedaille hinter dem Brasilianer Luis Shinohara. In den nächsten Jahren war er meist nur bei Turnieren in den USA am Start. 1983 trat er bei den Weltmeisterschaften in Moskau an und belegte den fünften Platz. Bei den Olympischen Spielen 1984 in Los Angeles besiegte Liddie im Viertelfinale den Deutschen Peter Jupke, im Halbfinale unterlag er dem Südkoreaner Kim Jae-yup. Im Kampf um die Bronzemedaille siegte er gegen den Franzosen Guy Delvingt. 
Vier Jahre später trat Kevin Asano bei den Olympischen Spielen an, gegen den Liddie bei den US Open 1987 verloren hatte. 1989 nahm Liddie an den Weltmeisterschaften in Belgrad teil und belegte wie 1983 den fünften Platz. 1991 war er Siebter bei den Weltmeisterschaften in Barcelona und gewann die Bronzemedaille bei den Panamerikanischen Spielen. 1992 gewann Liddie die US-Trials gegen Tony Okada, an den Olympischen Spielen nahm aber trotzdem Okada teil.
Nach seiner aktiven Karriere wurde Liddie Trainer am US Olympic Training Centre in Colorado Springs. Er betreute über zwei Jahrzehnte lang Olympia- und Paralympics-Teilnehmer.